# Педро Мійєт
Педро Мійєт (ісп. Pedro Millet, 27 травня 1952) — іспанський яхтсмен.
Срібний призер Олімпійських Ігор 1976 року в класі 470.